# اتحادیه اخراج آسیایی‌ها
اتحادیه اخراج آسیایی‌ها (انگلیسی: Asiatic Exclusion League) سازمانی بود که در اوایل قرن بیستم در ایالات متحده آمریکا و کانادا تشکیل شد و هدف آن جلوگیری از مهاجرت مردمان آسیایی بود.
هر دو اتحادیه اخراج آسیایی‌ها محصول یک فضای کلی نژادپرستی سفیدپوستانه علیه آسیایی‌ها بود که از سال ۱۸۰۰ در کانادا و ایالات متحده حاکم بود، که در نهایت با وضع مالیات سرانه و سایر سیاست‌های مهاجرت طراحی شده برای حذف آسیایی‌ها به اوج خود رسید.